# خوش‌بال‌پولک‌داران
خوش‌بال‌پولک‌داران (به لاتین: Eulepidoptera) یک بخش از بال‌پولک‌داران در زیرراسته ناهم‌رگه‌ها است.
حدود ۹۸ درصد از گونه‌های توصیف‌شده بال‌پولک‌داران متعلق به دوروزنه‌ای‌ها است.